# جالمينيا
جالمينيا (بالبرتغالية: Djalminha) مواليد 9 ديسمبر 1970 في ساو باولو، البرازيل، هو لاعب كرة قدم برازيلي دولي سابق كان يلعب كلاعب وسط. اعتزل اللعب عام 2004 مع نادي أمريكا. بدأ مسيرته الرياضية عام 1988 مع نادي فلامنغو. لعب خلال مسيرته 240 مباراة سجل خلالها 74 هدفاً.

## المسيرة الاحترافية

### أندية لعب لها
- نادي فلامنغو
- نادي غواراني
- نادي بالميراس
- ديبورتيفو لاكورونيا
- نادي أمريكا

## روابط خارجية
- جالمينيا على موقع الاتحاد الدولي (مؤرشف)  (الإنجليزية)
- جالمينيا على موقع رابطة كرة القدم اليابانية للمحترفين (اليابانية)
- جالمينيا على موقع قاعدة بيانات كرة القدم.إي يو (الإنجليزية)
- جالمينيا على موقع ناشيونال فوتبول تيمز (الإنجليزية)
- جالمينيا على موقع Soccerway.com (الإنجليزية)
- جالمينيا على موقع عالم كرة القدم.نت (الإنجليزية)